# لشکر

نماد استاندارد ناتو برای لشکر، تعداد ۲ حرف X قراردادی است و ربطی به تعداد نفرات ندارد.

لَشکَر — یگانی راهکنشی که دارای تجهیزات و تسلیحات لازم برای اجرای عملیات رزمی است و بزرگ‌تر از تیپ یا هنگ و کوچک‌تر از سپاه است.
لشکر یا به فارسی افغانستان فرقه، یکی از یگان‌های بزرگ ارتش است. لشکر دارای تجهیزات و تسلیحات لازم برای اجرای عملیات رزمی است و بزرگ‌تر از تیپ یا هنگ و کوچک‌تر از سپاه است. لشکر شامل ۱۰٬۰۰۰ الی ۲۰٬۰۰۰ سرباز می‌شود. در بیشتر ارتش‌ها یک لشکر از چند تیپ تشکیل می‌شود.
لشکرها به‌طور معمول به‌وسیلهٔ اعداد ترتیبی نامگذاری می‌شوند (برای نمونه لشکر ۷۷ خراسان). همچنین رده‌های گوناگون به نام آن‌ها افزوده می‌شود مانند؛ «پیاده»، «زرهی»، «موتوریزه» و …
در ایران معمولاً فرمانده یک لشکر درجهٔ سرتیپ دومی دارد هر چند که دارای جایگاه سرلشکری است. در ارتش آمریکا معمولاً ۲ لشکر با هم تشکیل یک سپاه را می‌دهند و هر لشکر معمولاً از ۲-۴ تیپ تشکیل شده‌ است.

## پیشینه
لشکر همچون یگان رزمی نخستین بار در سپاه شاهنشاهی هخامنشی (۵۵۰ — ۳۳۰ پیش از میلاد) پدید آمده و «بیوره» (پارسی باستان: -baivara) نامیده می‌شده و آن را «بیوره‌پتی» (پارسی باستان: -baivarapati «بیوربد») فرماندهی می‌کرده است. هر بیوره از ۱۰ هزاره (پارسی باستان: -hazāra) تشکیل می‌شده و ۱۰،۰۰۰ سرباز را در بر می‌گرفته‌است. 
در سپاه اشکانیان (۲۵۰ پیش از میلاد — ۲۲۴ میلادی)، که سازمان رده‌بندی دهدهی سپاه هخامنشیان را به کار گرفته بوده، بیوره‌ها «گُند» ((پارتی: gund) «لشکر؛ گروه، دسته»> پارسی باستان: [-gunda] Error: {{Lang}}: متن دارای نشانه‌گذاری ایتالیک است (راهنما) > ایرانی باستان: -vr̥nda* «لشکر؛ سپاه») نام گرفته و فرماندهان آنها «گُندسالار» (پارتی: gund-sālār) خوانده می‌شده‌اند. 
در سپاه ساسانیان (۲۲۴ — ۶۵۱ میلادی) نیز همین رده‌بندی و نامگذاری به کار می‌رفته، ولی هر گُند از ۵ درفش (پارتی: drafš) تشکیل می‌شده، که هر کدامی ۱۰۰۰ سرباز را در بر می‌گرفته‌است. فرمانده گُند در سپاه ساسانیان نیز گُندسالار (پارتی: gund-sālār) نامیده می‌شد. اما از میانه‌های سدۀ پنجم میلادی در کنار اصطلاح «گُند» اصطلاح «لشکر» (پارسی میانه: [laškar] Error: {{Lang}}: متن دارای نشانه‌گذاری ایتالیک است (راهنما) > پارسی باستان: [-raxša-kara*] Error: {{Lang}}: متن دارای نشانه‌گذاری ایتالیک است (راهنما) «محافظت‌کننده» > پارسی باستان: [raxš + kar] Error: {{Lang}}: متن دارای نشانه‌گذاری ایتالیک است (راهنما) «پاسداری کردن») نیز به کار می‌رفته است. اصطلاح «لشکر» در آثار ادبی فارسی، بویژه «شاهنامه»، بسیار به کار رفته است. چنانچه، فردوسی گفته: 
برو با سپاهی به کردار کوه، 

گزین کن ز گُردان لشکر گروه.
در سپاه سامانیان، غزنویان و سلجوقیان فرمانده لشکر را «سالار لشکر» و «امیر لشکر» می‌گفتند. چنانچه، «سالار لشکر» در «شاهنامه» بارها به کار رفته و از بافتار چنین بر می‌آید، که آن منصبی پایین‌تر از سپه‌سالار بوده و مقام جانشینی داشته‌است: 
سپه را به سالار لشکر سپرد،  

برفت و جهاندیدگان را ببُرد.
فرهنگستان ایران با پیشنهاد انجمن واژه‌گزینی ارتش در سال 1314 «لشکر» را جایگزین وام‌واژه‌های ترکی-مغولی «تومان» و فرانسوی «دیویزیون» ([division] Error: {{Lang-xx}}: متن دارای نشانه‌گذاری ایتالیک است (راهنما)) و «سرلشکر» را جایگزین «امیر تومان» کرد.